# Metallochlora roseipuncta
Metallochlora roseipuncta là một loài bướm đêm trong họ Geometridae.